# Büchel (Türingia)
Büchel település Németországban, azon belül Türingiában. Lakosainak száma 239 fő (2023. december 31.).

## Népesség
A település népességének változása:
| Lakosok száma | 240  | 252  | 246  | 236  | 237  | 239  |
|               | 2014 | 2017 | 2019 | 2021 | 2022 | 2023 |